# Коноплев, Эдуард Васильевич
Эдуард Васильевич Коноплев (7 апреля 1938, станица Новоплатнировская, Ленинградский район, Краснодарский край) ― врач-хирург, учёный, главный специалист по колопроктологии Министерства здравоохранения Ростовской области, кандидат медицинских наук (1974). Заслуженный врач Российской Федерации, отличник здравоохранения.

## Биография
Родился Эдуард Васильевич 7 апреля 1938 года в станице Новоплатнировской Краснодарского края. Эдуард Коноплев в неполные шестнадцать лет работал слесарем-монтажником в районной МТС, мечтал стать врачом, занимался самообразованием. В 1956 году учился в Новороссийском медицинское училище, после
окончания училище вернулся в родную станицу Новоплатнировскую, работал медиком. С 1958 по 1961 годы Эдуард Васильевич служил в Вооруженных Силах, после возвращения из Советской Армии поступил в Ростовский государственный медицинский университет. Эдуард Васильевич Коноплев ученик профессора Партеха Макаровича Шорлуяна. В 1967―1970 годах Э. В. Коноплев работал хирургом и главным врачом в Верхне-Соленовской больницы Багаевского района Ростовской области. На кафедре общей хирургии при Ростовском государственном медицинском институте с 1970 по 1972 годы Эдуард Васильевич проходил клиническую ординатуру. С 1972 года он возглавлял хирургическое отделение городской больницы № 6 города Ростова-на-Дону. Коноплев Эдуард Васильевич в 1974 году один из первых в СССР при городской больницы № 6 города Ростова-на-Дону организовал областной проктологический центр, впоследствии ― областной Центр колопроктологии, которым руководил многие годы. Созданный Эдуардом Васильевичем областной Центр колопроктологии входит в пятёрку лучших учреждений России.
Коноплев Э. В. избирался неоднократно депутатом совета различных уровней, являлся членом правления Ассоциации колопроктологов России. Эдуард Васильевич подготовил большое количество врачей-проктологов для Ростовской области и города Ростова-на-Дону, также для регионов России, СНГ, занимался подготовкой врачей-хирургов по проктологии из развивающихся стран Африки и Ближнего Востока. 
Эдуард Васильевич Коноплев был участником всех конференций и съездов колопроктологов, в 1997 году принимал участие в работе Второго международного Конгресса колопроктологов в Лиссабоне, опубликовал много научных работ и методических указаний.

## Заслуги
- Орден «Знак Почета».

- Заслуженный врач Российской Федерации.

- Отличник здравоохранения.